# Сюні Рональд Григор
Рональд Григор Сюні (вірм. Ռոնալդ Գրիգոր Սյունի, англ. Ronald Grigor Suny) – американський історик, професор політичної та соціальної історії Мічиганського університету, заслужений професор політології Чиказького університету. Головний редактор 3-го тому «Кембриджської історії Росії».

## Життєпис
Є онуком вірменського композитора Григора Мірзаян Сюні.
Сюні закінчив Суорсморский коледж і захистив докторську в Колумбійському університеті 1968 року. Сферою його інтересів є Радянський Союз і пострадянська Росія, націоналізм і етнічні конфлікти, Південний Кавказ і російська і радянська історіографія. Він був першим керівником факультету нової вірменської історії імені Алекса Манукяна в Чиказькому університеті (1981—1995), де заснував і був керівником програми вірменських досліджень.
1998 року Рональд Сюні виступив у стамбульському Koç University з лекцією на тему «Геноцид вірмен». Ця лекція і наступні контакти з турецькими істориками сприяли тому, що 2000 року в Мічиганському університеті  провели триденний семінар «Вірмени та захід Османської імперії» за участю американських вчених вірменського походження і турецьких вчених. Семінар присвятили аналізу подій, що відбувалися на початку XX століття в Османській імперії.

## Критика у Вірменії
Низка істориків і публіцистів у Вірменії, зокрема Армен Айвазян, звинуватили провідних західних вірменознавців, у тому числі і Сюні, у навмисній фальсифікації історії Вірменії за дорученням уряду США. Зорій Балаян назвав роботу Сюні «Погляд на Арарат: Вірменія у новій історії» «пасквілем».
1997 року Сюні виступав на конференції в Американському університеті Вірменії, після чого деякі вірменські історики та ЗМІ звинуватили його з націоналістичних позицій у відсутності вірменського патріотизму та використанні недостовірних даних про те,  що в минулому невірменське мусульманське населення переважало в Єревані (згідно з самим Сюні, це дані офіційних російських переписів та робіт Джорджа Бурнутяна і Річарда Ованісяна).

## Праці
Книги
- Suny, R. G. The making of the Georgian nation. — Bloomington, IN : Indiana University Press, 1994. — 418 с. — ISBN 0-253-20915-3.
- Suny, R. G., Göçek F. M., Naimark N. M. A Question of Genocide: Armenians and Turks at the End of the Ottoman Empire. — Лондон : Oxford University Press, 2011. — 465 с. — ISBN 9780195393743.
- Ronald Grigor Suny. Looking toward Ararat: Armenia in modern history. — Indiana University Press, 1993. — 289 с. — ISBN 0253207738.
- Ronald Grigor Suny. Armenia, Azerbaijan, and Georgia: A Country Study. — Diane Publishing, 1996. — 298 с. — ISBN 0788128132.
- Ronald Grigor Suny. Power and Authority in the Soviet // Stalinism: The Essential Readings. — Wiley-Blackwell, 2003. — 317 с. — ISBN 0631228918.
- Ronald Grigor Suny. The revenge of the past: nationalism, revolution, and the collapse of the Soviet Union. — Stanford University Press, 1993. — 200 с. — ISBN 0804722471.
- Ronald Grigor Suny. Transcaucasia, nationalism and social change: essays in the history of Armenia, Azerbaijan, and Georgia. — University of Michigan Press, 1996. — 543 с. — ISBN 9780472096176.
- Maureen Perrie, Dominic Lieven, Ronald Grigor Suny. The Cambridge History of Russia. — Cambridge University Press, 2006.
- Ronald Grigor Suny, Terry Martin. A State of Nations: Empire and Nation-Making in the Age of Lenin and Stalin. — Oxford University Press, 2001. — 320 с.

Статті
- Suny R. G. Dialogue on Genocide: Efforts by Armenian and Turkish Scholars to Understand the Deportations and Massacres of Armenians During World War I // Ab imperio. — 2004. — № 4. — С. 79—86.
- Ronald Grigor Suny. Constructing Primordialism: Old Histories for New Nations // The Journal of Modern History. — The University of Chicago Press, 2001. — Т. 73, № 4. — С. 862—896.